# Hong Dokjong
Hong Dokjong (hangul: 홍덕영, handzsa: 洪德永, RR: Hong Deok-Young; Hamhung, 1921. május 5. – Szöul, 2005. szeptember 13.) válogatott dél-koreai labdarúgó, nemzetközi labdarúgó-játékvezető.

## Pályafutása

### Labdarúgóként
Svájcban az V., az 1954-es labdarúgó-világbajnokságon a B csoportban szereplő dél-koreai csapat tagjaként Magyarország ellen is játszott.
| Időpont          | Helyszín                 | Mérkőzés típusa        | Mérkőzés               | Játékvezető        | Partbírók                       | Eredmény | Nézők száma |
| ---------------- | ------------------------ | ---------------------- | ---------------------- | ------------------ | ------------------------------- | -------- | ----------- |
| 1954. június 17. | Hardturm Stadion, Zürich | selejtező (B. csoport) | Magyarország–Dél-Korea | Raymond Vincentini | Albert Von Gunter/Erich Steiner | 9 : 0    | 18 000      |

Az 1948. évi nyári olimpiai játékok labdarúgó tornáján hazája labdarúgó-válogatottjának kapusaként, csapatkapitányaként szolgálta a labdarúgást. Az egyik negyeddöntőben elszenvedett vereség miatt búcsúztak.
| Időpont            | Helyszín                             | Mérkőzés típusa   | Mérkőzés             | Játékvezető      | Partbírók                     | Eredmény | Nézők száma |
| ------------------ | ------------------------------------ | ----------------- | -------------------- | ---------------- | ----------------------------- | -------- | ----------- |
| 1948. augusztus 5. | Selhurst Park Stadion, South Norwood | egyik negyeddöntő | Svédország–Dél-Korea | Giuseppe Carpani | Klaas Schipper/Reginald Leafe | 12 : 0   | 7 110       |

### Labdarúgó-játékvezetőként

#### Nemzetközi játékvezetés
A Dél-koreai labdarúgó-szövetség Játékvezető Bizottsága (JB) terjesztette fel nemzetközi játékvezetőnek, a Nemzetközi Labdarúgó-szövetség (FIFA) 1957-től tartotta nyilván bírói keretében. Több nemzetek közötti válogatott és klubmérkőzést vezetett, vagy működő társának partbíróként segített. Az aktív nemzetközi játékvezetéstől 1969-ben búcsúzott.

## Szakmai sikerek
1974-ben a nemzetközi játékvezetés hírnevének erősítése, hazájában 10 éve a legmagasabb Ligában (osztályban) folyamatosan tevékenykedő, eredményes pályafutása elismeréseként, a FIFA JB felterjesztésére az 1965-ben alapított International Referee Special Award címmel és oklevéllel tüntette ki.[forrás?]